# Saint-Jean-des-Baisants
Saint-Jean-des-Baisants är en tidigare kommun i departementet Manche i regionen Normandie i norra Frankrike. Kommunen ligger i kantonen Torigni-sur-Vire som tillhör arrondissementet Saint-Lô. År 2018 hade Saint-Jean-des-Baisants 1 266 invånare.
Kommunen bildade tillsammans med fyra andra kommuner en ny kommun, Saint-Jean-d'Elle, den 1 januari 2016. Saint-Jean-des-Baisants är huvudort i den nya kommunen.

## Befolkningsutveckling
Antalet invånare i kommunen Saint-Jean-des-Baisants
| Referens: INSEE |